# Nowe Jankowice (Łódź)
Pour les articles homonymes, voir Nowe Jankowice.
Nowe Jankowice (prononciation [ˈnɔvɛ jaŋkɔˈvit͡sɛ]) est un village de la gmina de Krośniewice, du powiat de Kutno, dans la voïvodie de Łódź, situé dans le centre de la Pologne.

## Administration
De 1975 à 1998, le village était attaché administrativement à l'ancienne voïvodie de Płock.

Depuis 1999, il fait partie de la nouvelle voïvodie de Łódź.